# 攀雀属
攀雀属（学名：Remiz）是攀雀科下的一个属。

## 下属物种
本属包括以下物种：
- 攀雀 Remiz consobrinus (Swinhoe, 1870)，中华攀雀
- 白冠攀雀 Remiz coronatus (Severtzov, 1873)
- 黑头攀雀 Remiz macronyx (Severtzov, 1873)
- 欧亚攀雀 Remiz pendulinus (Linnaeus, 1758)，欧洲攀雀